# Zanjan (flygplats)
Zanjan är en flygplats i Iran. Den ligger i den nordvästra delen av landet, 300 km väster om huvudstaden Teheran. Zanjan ligger 1 640 meter över havet.
Terrängen runt Zanjan är platt åt sydväst, men åt nordost är den kuperad. Runt Zanjan är det ganska glesbefolkat, med 47 invånare per kvadratkilometer. Närmaste större samhälle är Zanjan, 15,4 km sydost om Zanjan. Trakten runt Zanjan består i huvudsak av gräsmarker.